# ويليام إم. كوري جونيور
ويليام إم. كوري جونيور (بالإنجليزية: William M. Corry, Jr.)‏ هو ضابط أمريكي، ولد في 5 أكتوبر 1889 في كوينسي في الولايات المتحدة، وتوفي في 7 أكتوبر 1920 في هارتفورد في الولايات المتحدة.